# パリジャン (フランスパン)

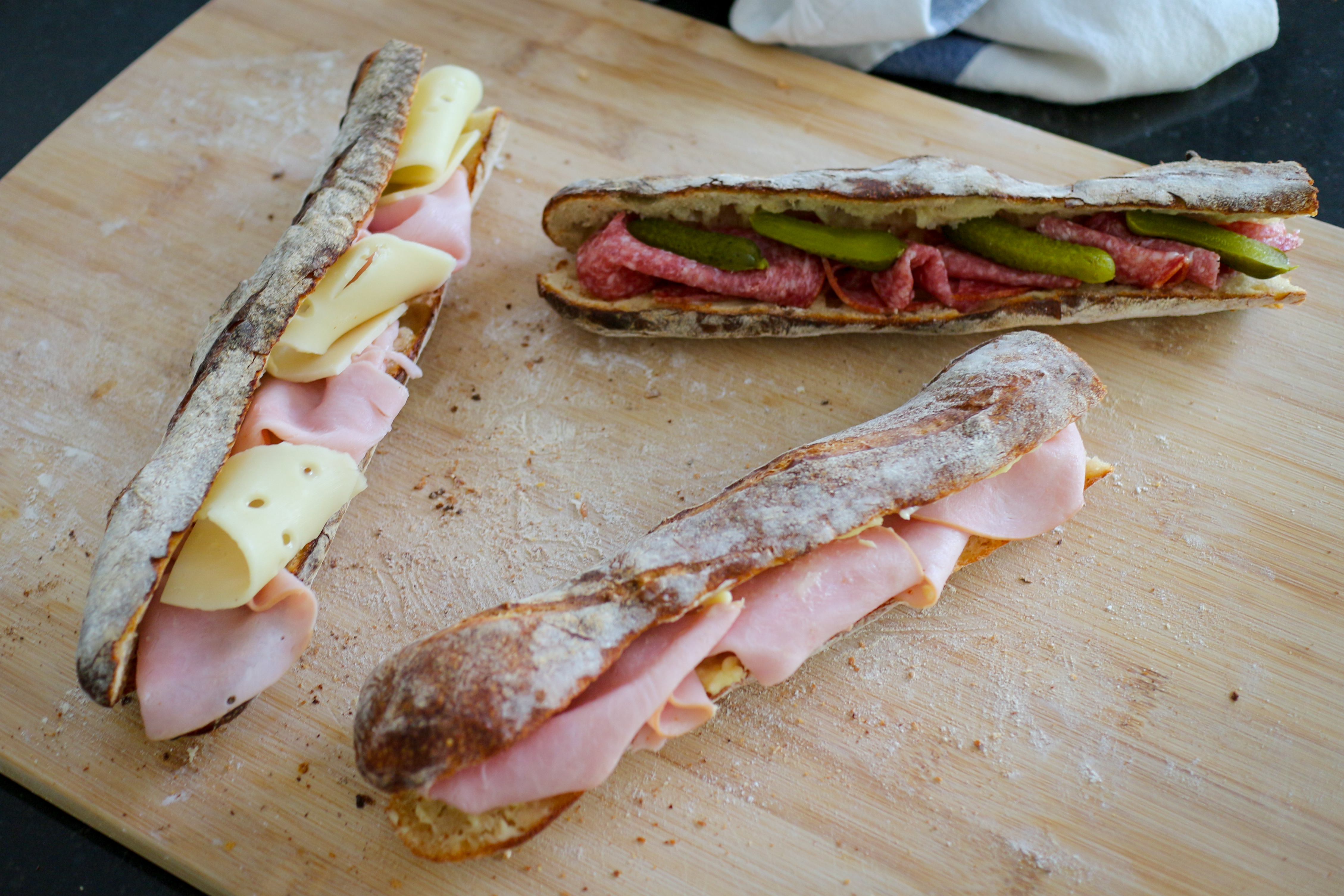
パリジャンを使ったサンドイッチいろいろ

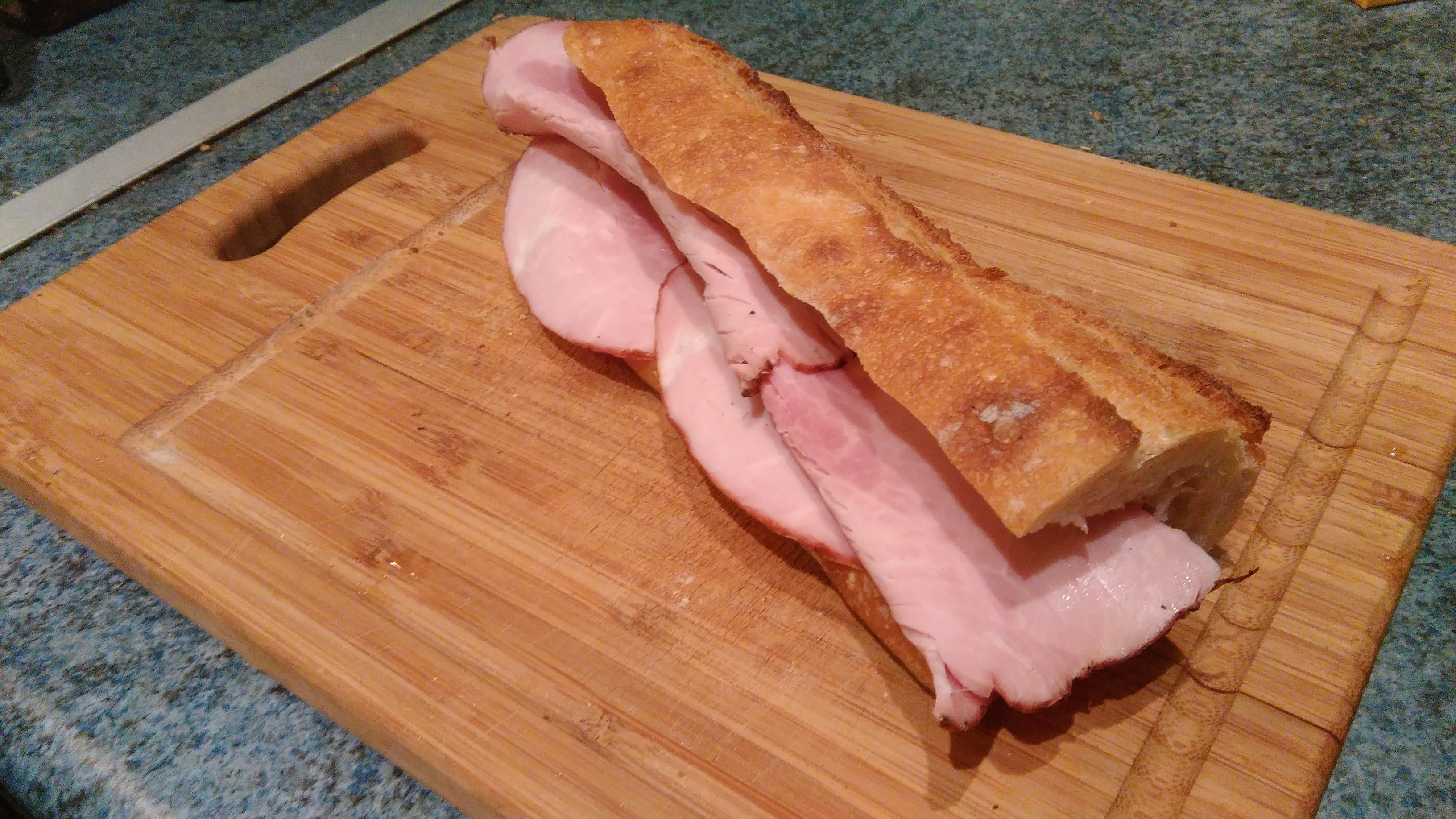
ジャンボン・ブール

パリジャン（仏: Parisien）は、小麦粉・塩・水・イーストのみで作られるフランスの伝統的なパン、パン・トラディショネル（仏: pain traditionnel）の一種である。
このパリジャンにハムとバターを挟んで作るサンドイッチも同様にパリジャンと呼ばれる。サンドイッチのパリジャンはジャンボン・ブール（仏: Jambon-beurre）とも呼ばれ、フランスでは定番のサンドイッチとなっている。
以下、便宜上、本項ではパンのことを「パリジャン」、サンドイッチのことを「ジャンボン・ブール」と記述する。

## 概要
「パリジャン」は「パリの」、「パリ風の」の意味である。
フランスの首都・パリが発祥の地で、正式には「パン・パリジャン」（Pain parisien）と呼ばれている。バゲットより太めなのでサンドイッチが作りやすいが、最近はバゲットを用いたサンドイッチも好まれるようになった。
パリジャンとバゲットの外観は似ており、パリジャンはバゲットよりも太短い。以下な違いがある。
- 長さ - バゲットのほうが長い
- 太さ - パリジャンのほうが太い
- クープの数 - バゲットは7本から9本。パリジャンは5本程度

「jambon」はフランス語で「ハム」、「beurre」はフランス語で「バター」の意で、使用される食材の名前そのものでもある。同様にハムとチーズをパリジャンに挟んだサンドイッチをジャンボン・フロマージュ（仏: Jambon-fromage）と呼ぶ。
パリジャンにたっぷりのバターを塗り、フランスの白ハムであるジャンボン・ドゥ・パリ（ジャンボン・ブラン、jambon blanc）を挟む。イタリアのハムであるプロシュット、スペインのハムであるハモン・セラーノやハモン・イベリコ用いて作った場合はジャンボン・ブールとは呼べないとする意見もある。
2017年、フランスで初めてハンバーガーの売上高がジャンボン・ブールの売上高を上回った。